# International Visitor Leadership Program
Програма International Visitor Leadership Program (IVLP) — це програма професійного обміну, яка фінансується Бюро з питань освіти та культури Державного департаменту США. Місія IVLP полягає в тому, щоб запропонувати нинішнім і новим міжнародним лідерам можливість відчути багатство та різноманітність американського політичного, економічного, соціального та культурного життя за допомогою ретельно розроблених обмінів, які відображають професійні інтереси учасників і цілі публічної дипломатії уряду Сполучених Штатів. 
Обмін щороку збирає до Сполучених Штатів до 5000 професійних нових лідерів з усього світу для програм тривалістю до трьох тижнів. Програму номінують лише співробітники посольств США.